# Летенко Володимир Анатолійович
Володимир Анатолійович Летенко — український енергетик із Краматорська, інженер Краматорського лінійного виробничого управління магістральних газопроводів товариства "Оператор газотранспортної системи України", Донецька область. Лауреат відзнаки Президента України «Національна легенда України».

## До життєпису
Через влучання ракети в газову трубу сталася пожежа на газогоні, що веде до газорозподільної станції Вуглегірської ДРЕС. Стовп вогню сягав понад 100 метрів. Володимир під обстрілами зупинив викид газу і врятував життя людей. Він також брав участь у розмінуванні Харківщини.

## Відзнаки
- Відзнака Президента України «Національна легенда України» (2023).[1]